# Wyatt Kaiser
Wyatt Kaiser, född 31 juli 2002, är en amerikansk professionell ishockeyback som är kontrakterad till Chicago Blackhawks i National Hockey League (NHL) och spelar för Rockford Icehogs i American Hockey League (AHL).
Han har tidigare spelat för Minnesota Duluth Bulldogs i National Collegiate Athletic Association (NCAA) och Dubuque Fighting Saints i United States Hockey League (USHL).
Kaiser draftades av Chicago Blackhawks i tredje rundan i 2020 års draft som 81:a spelare totalt.

## Statistik
| 2016–2017   | MN Blackhawks U14         | MNBEL       | 13 | 1 | 1  | 2  | —   |   |   |   |   |   |
| 2017–2018   | Andover Huskies           |             | 22 | 3 | 10 | 13 | 14  | 3 | 1 | 2 | 3 | 0 |
|             | MN Shark U15              | MNBEL       | 17 | 6 | 5  | 11 | 21  | — | — | — | — | — |
|             | Minnesota Blades U15      | NAPHL       | 4  | 3 | 2  | 5  | 6   | — | — | — | — | — |
| 2018–2019   | Andover Huskies           |             | 25 | 9 | 20 | 29 | 28  | 3 | 1 | 2 | 3 | 0 |
| 2019–2020   | Andover Huskies           |             | 25 | 9 | 25 | 34 | 26  | 6 | 2 | 7 | 9 | 8 |
|             | Dubuque Fighting Saints   | USHL        | 11 | 0 | 3  | 3  | 6   | — | — | — | — | — |
| 2020–2021   | Minnesota Duluth Bulldogs | NCAA        | 28 | 0 | 10 | 10 | 26  | — | — | — | — | — |
| 2021–2022   | Minnesota Duluth Bulldogs | NCAA        | 34 | 2 | 17 | 19 | 46  | — | — | — | — | — |
| 2022–2023   | Chicago Blackhawks        | NHL         | 1  | 0 | 0  | 0  | 0   | — | — | — | — | — |
|             | Minnesota Duluth Bulldogs | NCAA        | 35 | 5 | 18 | 23 | 48  | — | — | — | — | — |
| 2023–2024   | Chicago Blackhawks        | NHL         | 32 | 0 | 7  | 7  | 22  | — | — | — | — | — |
|             | Rockford Icehogs          | AHL         | 37 | 4 | 14 | 18 | 46  | 4 | 0 | 2 | 2 | 0 |
| 2024–2025   | Chicago Blackhawks        | NHL         | 35 | 1 | 2  | 3  | 14  | — | — | — | — | — |
|             | Rockford Icehogs          | AHL         | 4  | 0 | 1  | 1  | 0   | — | — | — | — | — |
| NHL totalt  | NHL totalt                | NHL totalt  | 76 | 1 | 12 | 13 | 40  | — | — | — | — | — |
| AHL totalt  | AHL totalt                | AHL totalt  | 41 | 4 | 15 | 19 | 46  | 4 | 0 | 2 | 2 | 0 |
| NCAA totalt | NCAA totalt               | NCAA totalt | 97 | 7 | 45 | 52 | 120 | — | — | — | — | — |

### Internationellt
| Källa: Uppdaterad: 2023-03-19 | Källa: Uppdaterad: 2023-03-19 | Källa: Uppdaterad: 2023-03-19 |         | Utv = Utvisningsminuter | Utv = Utvisningsminuter | Utv = Utvisningsminuter | Utv = Utvisningsminuter | Utv = Utvisningsminuter |
| År                            | Lag                           | Mästerskap                    | Matcher | Mål                     | Assists                 | Poäng                   | Utv                     |                         |
| ----------------------------- | ----------------------------- | ----------------------------- | ------- | ----------------------- | ----------------------- | ----------------------- | ----------------------- | ----------------------- |
| 2019                          | USA                           | Hlinka Gretzky                | 4       | 0                       | 0                       | 0                       | 2                       |                         |
| 2022                          | USA                           | JVM                           | 5       | 2                       | 1                       | 3                       | 2                       |                         |
| Junior totalt                 | Junior totalt                 | Junior totalt                 | 9       | 2                       | 1                       | 3                       | 4                       |                         |